# Bulbophyllum nigropurpureum
Bulbophyllum nigropurpureum là một loài phong lan thuộc chi Bulbophyllum.